# Multi Tom
Multi Tom é um programa de humor exibido pelo canal por assinatura Multishow e estrelado por Tom Cavalcante. Na atração, que vai ao ar de segunda a sexta, o comediante interpreta personagens clássicos de sua carreira - como João Canabrava, Ribamar e Pitbicha - além de fazer imitações, sátiras de reality shows e paródias de programas musicais.
O programa teve sua terceira temporada exibida em junho de 2017.

## Produção

### 1ª temporada
Com 20 episódios,  estreou na grade do Multishow no dia 4 de abril de 2016, trazendo de volta à TV personagens clássicos interpretados por Tom Cavalcante. Em uma espécie de talk show, Ribamar (Sai de Baixo), João Canabrava (Escolinha do Professor Raimundo) e Pitbicha (Zorra Total) entrevistam personalidades no palco da atração.
De acordo com o comediante, a ideia de reviver personagens antigos era não só matar as saudades do público que já os conhecia, mas também apresentá-los às novas gerações.
A temporada também conta dois outros quadros, que fazem sátiras de programas conhecidos do público. Em The Foice Brasil, Tom brinca com o The Voice Brasil, levando João Canabrava para apresentar o programa de calouros.
Já na Casa dos Políticos, paródia do Big Brother Brasil, nomes da política ficam confinados em uma casa e competem pela faixa presidencial. Tom Cavalcante interpreta Fernando Henrique Cardoso e o apresentador Pedro Miau, enquanto os humoristas Antônio Klemer (José Sarney), Ênio Vivona (Lula), Pedro Nishikaku (Japonês da Federal), João Toló (Michel Temer), Mila Ribeiro  (Dilma Rousseff), Charles Gutemberg (Hamilton Mourão), Rafael Mello (Geraldo Alckmin), Roberto Sargentelli (Rodrigo Janot), Rodrigo Cáceres (Levy Fidelix), Rudy Landucci (Jair Bolsonaro),  Viny Vieira (Aécio), Maria Cristina Agostinho (Dona Marisa) e Pedro Manso (Barack Obama) completam o elenco.
Os episódios tiveram direção de Caetano Caruso e roteiro final de Gustavo Martins.

### 2ª temporada
O  voltou à grade do Multishow ainda em 2016, para sua segunda temporada. Com mais 20 episódios, o programa seguiu trazendo os personagens Ribamar, João Canabrava, Pitbicha e Ana Maria Bela no comando de um talk show. A atração, que estreou dia 21 de novembro, ganhou ainda novos quadros.
Música de Boa é uma paródia do programa Música Boa Ao Vivo, apresentado por Anitta no Multishow. Neste quadro, Tom encarna AniTom para comandar o programa e promover encontros musicais de artistas - como Tiago Iorc e Fabiana Karla - com imitações de nomes como Alceu Valença, Caetano Veloso, Fábio Júnior, Julio Iglesias, Justin Bieber, Maria Bethânia, Raul Seixas, Roberto Carlos e Sandy.
Outro quadro é a Casa das Celebridades, que satiriza reality shows de confinamento, como a Casa dos Artistas. Tom interpreta o apresentador Pedro MiLau e recebe humoristas para imitar famosos. Ênio Vivona, Tirullipa, Viny Vieira interpretam Alexandre Frota, Luan Santana e Claudia Leitte. O quadro também recebe convidados especiais, como Compadre Washington, Falcão, David Brazil e o youtuber Whindersson Nunes.
Já em a CPI (Comissão Parlamentar de Intrigas), a rotina dos políticos é parodiada. Tom interpreta Michel Temer, João Dória, Fernando Henrique Cardoso e Marina Silva. Também participam do quadro os comediantes Ênio Vivona (Lula), Mila Ribeiro (Dilma), Viny Vieira (Jean Wyllys), Pedro Manso (Agnaldo Timóteo) e Rudy Landucci (Bolsonaro). 
A direção é de Márcio Trigo e a redação final é de Fábio Güeré. 

### 3ª temporada
Diante do sucesso obtido no primeiro ano de exibição, Multi Tom teve sua terceira temporada confirmada para 2017. Os 40 episódios exibidos ao longo de 2016 impactaram cerca de 17 milhões de telespectadores e o programa ainda teve um crescimento de 70% na audiência da primeira para a segunda temporada.
A estreia dos novos 20 episódios aconteceu no dia 15 de maio e trouxe novos quadros, desta vez sob direção de Márcio Trigo. O talk show comandado por Ribamar, João Canabrava, Pitbicha e Ana Maria Bela continua fazendo parte da atração, assim como a CPI (Comissão Parlamentar de Intrigas).
A política também continua sendo um dos assuntos explorados pelo programa, que estreia o quadro Café com o Presidente. Nele, Tom Cavalcante se caracteriza de Michel Tomer  e Tonald Trump e recebe ministros, políticos e até youtubers. A atriz Bruna Pietronave encarna o papel da primeira-dama Marcela Tomer.
Em entrevista, Tom Cavalcante contou que o personagem inspirado no presidente dos Estados Unidos, Donald Trump, foi sugerido por Jimmy Fallon, em um encontro com o apresentador em Los Angeles, e acabou sendo incorporado ao programa.
Já o quadro Música de Ouro traz paródias musicais aos episódios.
Os roteiros são assinados por Fabio Güeré, Nigel Goodman e Thiago Tonkiel. 
O programa já tem sua quarta temporada confirmada.

## Elenco
| Tom Cavalcante           |
| Viny Vieira              |
| Pedro Manso              |
| Rudy Landucci            |
| Ênio Vivona              |
| Mila Ribeiro             |
| Rodrigo Cáceres          |
| João Toló                |
| Antônio Klemer           |
| Pedro Nishikaku          |
| Charles Gutemberg        |
| Rafael Mello             |
| Roberto Sargentelli      |
| Maria Cristina Agostinho |
| Tirulipa                 |
| Bruna Pietronave         |

## Convidados

### 1ª temporada
| Episódio | Exibição   | Personagem                | Convidado                                                    |
| -------- | ---------- | ------------------------- | ------------------------------------------------------------ |
| 1        | 07/04/2016 | Ribamar                   | Tiago Abravanel                                              |
| 2        | 08/04/2016 | Ribamar                   | Kaká                                                         |
| 3        | 11/04/2016 | João Canabrava            | Munhoz & Mariano                                             |
| 4        | 12/04/2016 | Ana Maria Bela            | Rafinha Bastos                                               |
| 5        | 13/04/2016 | Pitbicha                  | Ratinho                                                      |
| 6        | 14/04/2016 | Ribamar                   | Tirulipa                                                     |
| 7        | 15/04/2016 | Pitbicha                  | Rio Negro & Solimões                                         |
| 8        | 18/04/2016 | Ana Maria Bela            | Daniel                                                       |
| 9        | 19/04/2016 | Pitbicha e Ribamar        | Danilo Gentili e Valesca                                     |
| 10       | 20/04/2016 | Ana Maria Bela            | Supla                                                        |
| 11       | 25/04/2016 | João Canabrava e Pitbicha | Belo e Gracyanne Barbosa, Beto Jamaica e Compadre Washington |
| 12       | 26/04/2016 | Ana Maria Bela            | Zeca Pagodinho                                               |
| 13       | 27/04/2016 | Ribamar                   | MC Gui                                                       |
| 14       | 28/04/2016 | Ribamar e Pitbicha        | Fagner e Marcelo Médici                                      |
| 15       | 29/04/2016 | João Canabrava            | Edson & Hudson                                               |
| 16       | 02/05/2016 | Ana Maria Bela e Ribamar  | Dilma Roussef (imitação de Mila Ribeiro ) e Péricles         |
| 17       | 03/05/2016 | Pitbicha                  | Bruno & Marrone                                              |
| 18       | 04/05/2016 | João Canabrava e Ribamar  | Léo Santana e Maísa                                          |
| 19       | 05/05/2016 | Ribamar                   | MC Guimê                                                     |
| 20       | 06/05/2016 | Ribamar e Pitbicha        | Fafá de Belém e Rogéria                                      |

### 2ª temporada
| Episódio | Exibição   | Personagem                           | Convidado                                                    |
| -------- | ---------- | ------------------------------------ | ------------------------------------------------------------ |
| 1        | 21/11/2016 | João Canabrava                       | Zezé Di Camargo & Luciano                                    |
| 2        | 22/11/2016 | João Canabrava                       | Patrícia Abravanel                                           |
| 3        | 23/11/2016 | Ana Maria Bela                       | Paulo Ricardo                                                |
| 4        | 24/11/2016 | Ana Maria Bela                       | Chitãozinho & Xororó                                         |
| 5        | 25/11/2016 | Ribamar                              | Whindersson Nunes                                            |
| 6        | 28/11/2016 | Ribamar                              | João Guilherme e Larissa Manoela                             |
| 7        | 29/11/2016 | Pitbicha                             | Gusttavo Lima                                                |
| 8        | 30/11/2016 | Ana Maria Bela                       | Marcos & Belutti                                             |
| 9        | 01/12/2016 | Pitbicha e João Canabrava            | Marco Luque e Pablo                                          |
| 10       | 02/12/2016 | Ana Maria Bela                       | Wanessa Camargo e Whindersson Nunes na Casa das Celebridades |
| 11       | 05/12/2016 | Ribamar e Ana Maria Bela             | Tiago Iorc e Otávio Mesquita                                 |
| 12       | 06/12/2016 | Ana Maria Bela e Ribamar             | Família Lima e Rezende Evil                                  |
| 13       | 07/12/2016 | João Canabrava e Ana Maria Bela      | Thaeme & Thiago e Monique Alfradique                         |
| 14       | 08/12/2016 | Ribamar                              | Fabiana Karla                                                |
| 15       | 09/12/2016 | Pitbicha e Ana Maria Bela            | Luciana Gimenez e Lexa                                       |
| 16       | 12/12/2016 | Ana Maria Bela e Ribamar             | Ludmilla) e Edmilson Filho                                   |
| 17       | 13/12/2016 | Ribamar                              | Tiririca                                                     |
| 18       | 14/12/2016 | Ana Maria Bela e João Canabrava      | Palmirinha e Projota                                         |
| 19       | 15/12/2016 | Pedro Milau, AniTom e João Canabrava | Samantha Schmütz e João Neto & Frederico                     |
| 20       | 16/12/2016 | Ribamar e AniTom                     | Celso Portioli e É o Tchan                                   |

### 3ª temporada
| Episódio | Exibição   | Personagem/ Imitação                                             | Convidado                                  |
| -------- | ---------- | ---------------------------------------------------------------- | ------------------------------------------ |
| 1        | 15/05/2017 | Ribamar                                                          | Luan Santana                               |
| 2        | 16/05/2017 | Ribamar e João Canabrava                                         | Carlos Alberto de Nóbrega e Naiara Azevedo |
| 3        | 17/05/2017 | Ana Maria Bela e Fagner (Música de Ouro)                         | Roberta Miranda                            |
| 4        | 18/05/2017 | Ribamar e Pitbicha                                               | Eliana e Amanda Nunes, campeã do UFC       |
| 5        | 19/05/2017 | Ribamar e Pitbicha                                               | David Brazil e Ana Vilela                  |
| 6        | 22/05/2017 | João Canabrava e Ribamar                                         | Fernando & Sorocaba e Thaynara OG          |
| 7        | 23/05/2017 | Ribamar                                                          | Zé Felipe                                  |
| 8        | 24/05/2017 | Ribamar                                                          | Blitz                                      |
| 9        | 25/05/2017 | João Canabrava, Ribamar e Roberto Carlos (Música de Ouro)        | João Kleber e Luiza Possi                  |
| 10       | 26/05/2017 | Pitbicha e Ribamar                                               | Gaby Amarantos e Pyong Lee                 |
| 11       | 29/05/2017 | Ribamar e Ana Maria Bela                                         | Raul Gil e Alinne Rosa                     |
| 12       | 30/05/2017 | Ribamar e João Canabrava                                         | Julio Cocielo e Raça Negra                 |
| 13       | 31/05/2017 | Ana Maria Bela e João Canabrava                                  | Adriane Galisteu e Maria Cecilia & Rodolfo |
| 14       | 01/06/2017 | João Canabrava, Ana Maria Bela e Wesley Safadão (Música de Ouro) | Matheus e Kauan e Scheila Carvalho         |
| 15       | 02/06/2017 | Ana Maria Bela, Ribamar e Lulu Santos (Música de Ouro)           | Gretchen e Gabriel O Pensador              |
| 16       | 05/06/2017 | João Canabrava e Ribamar                                         | Bruno de Luca e Buchecha                   |
| 17       | 06/06/2017 | João Canabrava e Sandy (Música de Ouro)                          | Roupa Nova                                 |
| 18       | 07/06/2017 | Ribamar, Pitbicha e Fagner (Música de Ouro)                      | Maurício Meirelles e Beto Barbosa          |
| 19       | 08/06/2017 | Ribamar e Roberto Carlos (Música de Ouro)                        | Gustavo Mendes e Simony                    |
| 20       | 09/06/2017 | Pitbicha e Ana Maria Bela                                        | Nany People e Molejo                       |